# Panos Kammenos
Panagiotis Kammenos (en grec: Παναγιώτης Καμμένος) (Atenes, 12 de maig de 1965), conegut com a Panos Kammenos (en grec: Πάνος Καμμένος), és un polític grec; fundador, president i capdavanter parlamentari del partit polític Grecs Independents.
Va estudiar economia i psicologia a la Universitat de Lió, i administració d'empreses a l'Escola de Gerents de Suïssa. El 1993 va ser elegit diputat del Parlament grec per primera vegada, en el Segon Districte d'Atenes, postulat pel partit polític Nova Democràcia. Va ser reelegit diverses vegades en el càrrec (1996, 2000, 2004, 2007, 2009); i en les eleccions de maig de 2012 va resultar electe en el districte electoral de l'Hebros, postulat per Grecs Independents. El 2007 va ser nomenat Viceministre de la Marina Mercant, l'Egeu i de Política Insular al govern de Kostas Karamanlis (Nova Democràcia), durant l'exercici dels ministres Georgios Voulgarakis i Anastasios Papaligouras. Ha participat com a mediador expert i observador oficial en eleccions de països estrangers.
El 24 de febrer de 2012 Panos Kammenos va anunciar la creació del nou partit polític denominat Grecs Independents i va publicar la Declaració constituent. Iannis Manolis va expressar immediatament la seva intenció d'unir-se al nou partit. Després van afirmar el seu suport Elena Kounturas i Melas Panagiotis.

## Premis i reconeixements
Ha estat distingit amb la Gran Creu del Mèrit del Patriarcat Txec i Eslovac, la Medalla d'Honor del Patriarcat de Jerusalem i l'Ordre de Cavaller (Chevalier) de l'Ordre Nacional del Mèrit pel llavors President de França Nicolas Sarkozy.